# Il legame (romanzo)
Il legame (Le Lien) è un romanzo erotico, parzialmente autobiografico, della scrittrice francese Vanessa Duriès, pubblicato in francese nel 1993 dalla casa editrice Éditions Spengler.

## Trama
Laika, una giovane studentessa viene iniziata alle pratiche sadomasochiste durante la sua relazione romantica con il suo padrone, Rock. Ne descrive lucidamente le prove sopportate durante la sua vita da schiava.

## Storia editoriale
La pubblicazione del romanzo Il legame (Le Lien), con le allora giovani Éditions Spengler, suscita reazioni in tutta la Francia, a causa della giovinezza e alla presunta innocenza della sua autrice. Dopo la pubblicazione del romanzo, Vanessa Duriès appare in varie trasmissioni televisive, tra cui il programma di Bernard Pivot, Bouillon de culture, quello di Michel Field, Le Cercle de minuit, e quello di Guillaume Durand, Durand la nuit. A seguito del successo del suo romanzo, inoltre, Vanessa Duriès compare nel numero del marzo 1993 dell'edizione francese della rivista erotica Penthouse, che pubblica una sua intervista e una sessione di fotografie in bianco e nero in cui Vanessa si fa fotografare completamente nuda, nei panni della schiava sessuale. Nell'intervista, tra le altre cose, dichiara che: "Non leggo la mano. Non faccio previsioni per il futuro. Un proverbio dice che per amare bene il tuo prescelto, devi amarlo come se dovesse morire domani". Vanessa Duriès muore in un incidente stradale il 13 dicembre 1993 lungo l'Autoroute A7, nei pressi di Savasse.

## Edizioni

### Edizioni in lingua francese
- (FR) Le Lien, Éditions Spengler, 1993, ISBN 2909997030.
- (FR) Le Lien, J'ai Lu, 1994, ISBN 2277236780.
- (FR) Le Lien, Éditions Blanche, 2001, ISBN 2911621867.
- (FR) Le Lien, La Musardine, 2020, ISBN 9782364905870.

### Edizioni in lingua giapponese
- (JA) 肉の絆, Tankobon, 1993, ISBN 9784576931289.

### Edizioni in lingua inglese
- (EN) The Ties that Bind, Masquerade Books, 1996, ISBN 9781563335105.
- (EN) The Ties that Bind, Masquerade Books, 1998, ISBN 9781563339325.
- (EN) The Ties that Bind, Magic Carpet Books, 2005, ISBN 9780976651017.
- (EN) The Ties that Bind, Constable and Robinson, 2012, ISBN 9781472106360.

### Edizioni in lingua italiana
- Il legame, traduzione di Lorenzo Truzzi, Roma, Aliberti Editore, 2009, ISBN 978-88-7424-530-7.

### Edizioni in lingua spagnola
- (ES) La Atadura, traduzione di Mercedes Abad, Tusquets Editores S.A., 2002, ISBN 9788483108017.
- (ES) La Atadura, traduzione di Mercedes Abad, Tusquets Editores S.A., 2013.

### Edizioni in lingua olandese
- (NL) De Leiband, traduzione di C.M.L. Kisling, Arbeiderspers, 1993, ISBN 9789029513937.